# 2021년 텍사스 레인저스 시즌
2021년 텍사스 레인저스 시즌은 메이저리그의 프로 야구단 텍사스 레인저스의 2021년 시즌을 일컫는다. 크리스 우드워드 감독이 정식으로 부임하여 맞이한 3번째 시즌이다. 팀은 아메리칸리그 서부지구 5팀 중 5위에 그쳐 포스트시즌 진출에 실패했다.

## 선수단
- 선발투수 : 깁슨, 더닝, 알렉시, 라츠, 라일즈, 폴티네비치, 아리하라, 앨러드, 오토, 하워드
- 구원투수 : B.마틴, 패튼, 코튼, 스보츠, 앤더슨, 산타나, 우드, 헌, 킹, 스나이더, 부시, 에반스, 허겟, 양현종, 코디, 로드리게스, 벤자민, 데거스
- 마무리투수 : 케네디, 바로우
- 포수 : 힉스, 트레비노, 하임, 포조
- 1루수 : 로위, 구즈만, 테리
- 2루수 : 솔락, 에르난데스, 홀트, 도로우
- 유격수 : 컬버슨, 테제다, 화이트
- 3루수 : 카이너-팔레파, 아이바네즈
- 좌익수 : 갈로, 칼훈, 달
- 중견수 : 피터스, 타베라스, J.마틴
- 우익수 : 가르시아
- 지명타자 : 데이비스